# Верда
Верда (нім. Werda) — громада в Німеччині, розташована в землі Саксонія. Входить до складу району Фогтланд.
Площа — 13,58 км2. Населення становить 1484 ос. (станом на 31 грудня 2020).